# Каратель: Территория войны
«Каратель: Территория войны» (англ. Punisher: War Zone) — супергеройский фильм в жанре криминального боевика об антигерое Карателе, снятый по мотивам комиксов издательства Marvel Comics. Режиссёром является Лекси Александр. Это третий фильм о персонаже Marvel Фрэнке Кастле/Карателе. Фильм является перезагрузкой франчайза, а не продолжением фильмов 1989 и 2004 годов.
Является первой адаптацией комиксов Marvel, вышедшей под лейблом Marvel Knights. Североирландский актёр Рэй Стивенсон заменил Томаса Джейна, игравшего Карателя в предыдущем фильме. В фильме Кастл борется против изуродованного босса мафии, известного как Пазл (Доминик Уэст). Каратель: Территория войны был выпущен в Северной Америке компанией Lionsgate, 5 декабря 2008 года, а в Великобритании 6 февраля 2009 года.
Слоган фильма Vengeance Has a Name («У мести есть имя»).

## Сюжет
Фрэнк Кастл по прозвищу Каратель ведёт войну с организованной преступностью, пытаясь отомстить за смерть жены и детей. Убив криминального босса, Каратель непроизвольно расчищает дорогу работающему на мафию убийце Билли Руссотти. В результате действий Карателя Руссотти получает страшные увечья, однако остаётся в живых. Взяв себе кличку Джигсо (Jigsaw, Пазл) он замышляет взять под контроль весь город. Ни полиция, ни ФБР не в состоянии помешать ему.

## В ролях
| Актёр               | Роль                                     |
| ------------------- | ---------------------------------------- |
| Рэй Стивенсон       | Фрэнк Касл / Каратель                    |
| Доминик Уэст        | Билли Руссотти / Джигсо                  |
| Джули Бенц          | Энжела Донателли                         |
| Уэйн Найт           | Лайнус Либерман / Микрочип               |
| Дэш Майхок          | детектив Мартин Соап                     |
| Даг Хатчисон        | брат Руссотти Луни Бим Джим              |
| Колин Сэлмон        | агент Пол Будианский                     |
| Керам Малики-Санчес | помощник Руссотти Инк                    |
| Ларри Дэй           | агент Миллер                             |
| Дэвид Вадим         | румынский криминальный босс Кришту Булат |
| Бьянка Мерджел      | Кэнди                                    |
| Кас Анвар           | пластический хирург                      |

## Производство
В феврале 2004 года, за два месяца до показа фильма «Каратель» в кинотеатрах, Lions Gate Entertainment объявили о своём намерении сделать сиквел. Ави Арад, председатель и главный исполнительный директор Marvel Studios, выразил заинтересованность в развитии франшизы, сказав, что второй фильм «будет пятым принадлежащим Marvel проектом, который получил продолжение». В марте режиссёр первого фильма Джонатан Хенсли сказал, что будет рад снова работать с Томасом Джейном в «Карателе 2». В апреле Джейн сказал, что злодеем в новом фильме будет Пазл. В ноябре Джейн заявил, что после успешных продаж DVD фильма «Каратель» студия готова приступить к маркетингу и предварительному выделению бюджета для фильма.
В марте 2005 года Marvel Studios объявили дату релиза фильма «Каратель 2» — 2006 год. В апреле президент Lions Gate Entertainment Джон Фельтеймер заявил, что разработка фильма «Каратель 2» начата. В июле Арад сказал, что сценарий будет переписан и съёмки начнутся в течение года. К июлю Джейн набрал дополнительные 6 килограммов мышечной массы и предположил, что съёмки начнутся в конце 2006 года.

## Кассовые сборы
За первую неделю «Каратель: Территория войны» собрал в прокате 4 млн долларов в 2 508 кинотеатрах США, заняв тем самым 8-е место среди фильмов недели. По состоянию на 10 марта 2009 года фильм собрал 8 050 977 долларов, что делает его самым провальным кассовым фильмом основанным на комиксах Marvel, ставя его на одно место с «Электрой», «Лешим» и «Говардом-уткой». В других странах фильм собрал 2 049 059$, кассовые сборы в общей сложности составили 10 100 036$.

## Критика
Роджер Эберт из Chicago Sun-Times присвоил фильму 2 звезды из 4, написав: «„Каратель: территория войны“ — один из лучших плохих фильмов, которые я видел».
Кинорепортер Питер Хартлауб из San Francisco Chronicle написал, что это «лучший фильм о Карателе на сегодняшний день. Действие удовлетворительно, а мрачная история близка по тону к исходному материалу Marvel Comics».

## Саундтрек к фильму
1. Rob Zombie — War Zone.
2. Slayer — Final Six.
3. Slipknot — Psychosocial.
4. Rise Against — Historia Calamitatum.
5. Seether — Fallen.
6. Kerli — Bulletproof.
7. 7 Days Away — Take Me Away.
8. Senses Fail — The Past Is Proof.
9. Machines of Loving Grace — Butterfly Wings.
10. Justice — Genesis.
11. Pendulum — Showdown.
12. Hatebreed — Refuse — Resist.
13. Static-X — Lunatic.
14. Ramallah — Days of Revenge.